# Gallocanta
Gallocanta és un municipi de la província de Saragossa, a la comunitat autònoma d'Aragó i enquadrat a la comarca de la Camp de Daroca.
Dins del seu terme municipal es troba la Llacuna de Gallocanta de caràcter endorreic